# 카를스루에
카를스루에(독일어: Karlsruhe)는 독일 바덴뷔르템베르크주에 있는 도시이다. 프랑스의 국경에 가깝고, 인구는 약 30만명으로, 같은 주에서는 슈투트가르트, 만하임에 필적하는 제3의 도시이다. 독일 연방헌법재판소와 독일 연방재판소(Bundesgerichtshof)의 소재지이다.
원형 고리 모양을 한 32개의 거리들이 성을 중심으로 하여 방사형으로 뻗어나가는 특이한 형태를 하고 있으며 성으로부터 북부에는 숲과 공원이 위치하고 있다. 이런 부채꼴로 펼쳐진 도시의 모양때문에 "부채꼴도시(Fächerstadt)"라는 별명을 갖고 있다. 프리드리히 바인브레너의 오래된 건축양식이 19세기부터 시작된 도시의 확장을 보여준다.
1950년 독일연방법원 및 1951년 연방헌법재판소가 자리잡았으며 프라운호퍼연구소(Fraunhofer-Institut)와 국립핵물리연구소(Forschungszentrum Karlsruhe, 현재는 카를스루에 공과대학에 통합) 비롯해 전산정보학연구소(FZI) 농업기술연구소(Landwirtschaftliches Technologiezentrum Augustenberg) 등 여러 주요 연구기관이 설립되었다. 카를스루에 공과대학은 헬름홀츠 연구공동체의 일원으로 카를스루에에 위치한 9개의 대학 중 가장 크고 역사가 깊다. 그 외에 예술미디어센터(ZKM, Zentrum für Kunst und Medientechnologie), 바덴주립박물관(Badisches Landesmuseum)과 주립예술전당(Staatliche Kunsthalle)이 위치하고 있다.

## 지세와 특징
라인강의 근처에 있는 공업도시, 첨단과학과 대학도시로, 라인 강과는 운하로 연결되고 있다. 남쪽에는 슈바르트발츠 숲이 펼쳐져 있다. 약 50km 북쪽으로 하이델베르크, 55km 북쪽으로 만하임, 60km 남동쪽으로 슈투트가르트가 위치한다. 약 30km 남쪽의 바덴바덴은 국제적인 온천 휴양지로서 알려져 있다.
첨단 기술과 대학 도시이기도 하다. 카를스루에 공과대학교, 음대 (Musikhochschule), 미대 (Kunstakademie), 조형예술대(Hochschule für Gestaltung), 전문대 (Technische Fachhochschule), 교대 (Pädagogische Hochschule) 등이 있다. 연구 기관으로는 프라운호퍼 협회와 카를 수원자력연구소 등이 있다.

## 기후
| 카를스루에의 기후                                                 | 카를스루에의 기후 | 카를스루에의 기후 | 카를스루에의 기후 | 카를스루에의 기후 | 카를스루에의 기후 | 카를스루에의 기후 | 카를스루에의 기후 | 카를스루에의 기후 | 카를스루에의 기후 | 카를스루에의 기후 | 카를스루에의 기후 | 카를스루에의 기후 | 카를스루에의 기후 |
| 월                                                                | 1월               | 2월               | 3월               | 4월               | 5월               | 6월               | 7월               | 8월               | 9월               | 10월              | 11월              | 12월              | 연간              |
| ----------------------------------------------------------------- | ----------------- | ----------------- | ----------------- | ----------------- | ----------------- | ----------------- | ----------------- | ----------------- | ----------------- | ----------------- | ----------------- | ----------------- | ----------------- |
| 역대 최고 기온 °C (°F)                                            | 17.5 (63.5)       | 22.0 (71.6)       | 26.7 (80.1)       | 30.4 (86.7)       | 33.3 (91.9)       | 37.3 (99.1)       | 39.2 (102.6)      | 40.2 (104.4)      | 33.2 (91.8)       | 29.5 (85.1)       | 22.0 (71.6)       | 19.2 (66.6)       | 40.2 (104.4)      |
| 일평균 최고 기온 °C (°F)                                          | 5.3 (41.5)        | 7.3 (45.1)        | 12.1 (53.8)       | 17.1 (62.8)       | 21.0 (69.8)       | 24.7 (76.5)       | 27.0 (80.6)       | 26.8 (80.2)       | 21.8 (71.2)       | 16.0 (60.8)       | 9.5 (49.1)        | 6.0 (42.8)        | 16.2 (61.2)       |
| 일일 평균 기온 °C (°F)                                            | 2.5 (36.5)        | 3.5 (38.3)        | 7.1 (44.8)        | 11.2 (52.2)       | 15.3 (59.5)       | 18.9 (66.0)       | 20.8 (69.4)       | 20.4 (68.7)       | 15.8 (60.4)       | 11.1 (52.0)       | 6.3 (43.3)        | 3.3 (37.9)        | 11.4 (52.4)       |
| 일평균 최저 기온 °C (°F)                                          | −0.3 (31.5)       | -0.0 (32.0)       | 2.5 (36.5)        | 5.3 (41.5)        | 9.4 (48.9)        | 13.0 (55.4)       | 15.0 (59.0)       | 14.6 (58.3)       | 10.7 (51.3)       | 7.1 (44.8)        | 3.2 (37.8)        | 0.6 (33.1)        | 6.8 (44.2)        |
| 역대 최저 기온 °C (°F)                                            | −20.0 (−4.0)      | −15.9 (3.4)       | −14.6 (5.7)       | −5.3 (22.5)       | −0.9 (30.4)       | 3.6 (38.5)        | 6.9 (44.4)        | 6.3 (43.3)        | 1.4 (34.5)        | −4.1 (24.6)       | −9.3 (15.3)       | −18.7 (−1.7)      | −20.0 (−4.0)      |
| 평균 강수량 mm (인치)                                             | 57.0 (2.24)       | 52.6 (2.07)       | 52.4 (2.06)       | 45.2 (1.78)       | 75.7 (2.98)       | 70.2 (2.76)       | 77.2 (3.04)       | 62.0 (2.44)       | 54.8 (2.16)       | 66.5 (2.62)       | 64.4 (2.54)       | 72.0 (2.83)       | 750 (29.52)       |
| 평균 강설일수 (≥ 1.0 cm)                                          | 5.0               | 3.8               | 1.4               | 0                 | 0                 | 0                 | 0                 | 0                 | 0                 | 0                 | 0.5               | 3.1               | 13.8              |
| 평균 상대 습도 (%)                                                | 83.4              | 78.9              | 73.6              | 67.8              | 69.0              | 68.1              | 68.0              | 69.3              | 76.6              | 83.2              | 86.9              | 86.2              | 75.9              |
| 평균 월간 일조시간                                                | 57.4              | 85.1              | 143.7             | 196.8             | 223.7             | 239.7             | 257.0             | 239.9             | 180.8             | 111.8             | 60.9              | 43.0              | 1,832.2           |
| 출처 1: 세계기상기구 (평년값: 1991년~2020년, 극값: 1948년~2020년) |                   |                   |                   |                   |                   |                   |                   |                   |                   |                   |                   |                   |                   |
| 출처 2: 독일 기상청                                               |                   |                   |                   |                   |                   |                   |                   |                   |                   |                   |                   |                   |                   |

## 인구
| 연도                                                                    | 인구    | ±%      |
| ----------------------------------------------------------------------- | ------- | ------- |
| 1720                                                                    | 2,347   | —       |
| 1770                                                                    | 3,333   | +42.0%  |
| 1800                                                                    | 7,275   | +118.3% |
| 1834                                                                    | 21,047  | +189.3% |
| 1871                                                                    | 36,582  | +73.8%  |
| 1890                                                                    | 73,684  | +101.4% |
| 1900                                                                    | 97,185  | +31.9%  |
| 1919                                                                    | 135,952 | +39.9%  |
| 1925                                                                    | 145,694 | +7.2%   |
| 1933                                                                    | 154,902 | +6.3%   |
| 1939                                                                    | 190,081 | +22.7%  |
| 1950                                                                    | 201,013 | +5.8%   |
| 1956                                                                    | 222,237 | +10.6%  |
| 1961                                                                    | 244,942 | +10.2%  |
| 1971                                                                    | 258,409 | +5.5%   |
| 1976                                                                    | 276,620 | +7.0%   |
| 1981                                                                    | 271,877 | −1.7%   |
| 1986                                                                    | 268,309 | −1.3%   |
| 1991                                                                    | 278,579 | +3.8%   |
| 1996                                                                    | 277,191 | −0.5%   |
| 2001                                                                    | 279,578 | +0.9%   |
| 2006                                                                    | 286,327 | +2.4%   |
| 2011                                                                    | 291,995 | +2.0%   |
| 2016                                                                    | 309,999 | +6.2%   |
| 2021                                                                    | 306,502 | −1.1%   |
| Population size may be affected by changes in administrative divisions. |         |         |

## 역사
1715년 바로크 양식의 계획도시로 오늘날의 두어라흐(Durlach) 지역에서 시작된 카를스루에는 과거 바덴 공국의 수도이자 거주도시였다.
이름의 일부인 "칼(Karl)"은 18세기의 칼 빌헬름 백작(Karl III. Wilhelm von Baden-Durlach)에서 유래된 것이다. 제2차 세계 대전에서는 심대한 피해를 받았지만, 전후에는 복구되었다.

## 유명인
- 카를 벤츠 (자동차의 창시자. 다임러 벤츠의 창립자)
- 하인리히 헤르츠 (물리학자. 카를스루에 대학 교수. Hertz 발견자)
- 올리버 칸 (축구 선수)
- 올리버 비어호프 (축구 선수)

## 자매 도시
- 프랑스 낭시 (1955년)
- 영국 노팅엄 (1969년)
- 독일 할레안데어잘레 (1987년)
- 루마니아 티미쇼아라 (1992년)
- 러시아 크라스노다르 (1998년)

카를스루에 - Karlsruhe
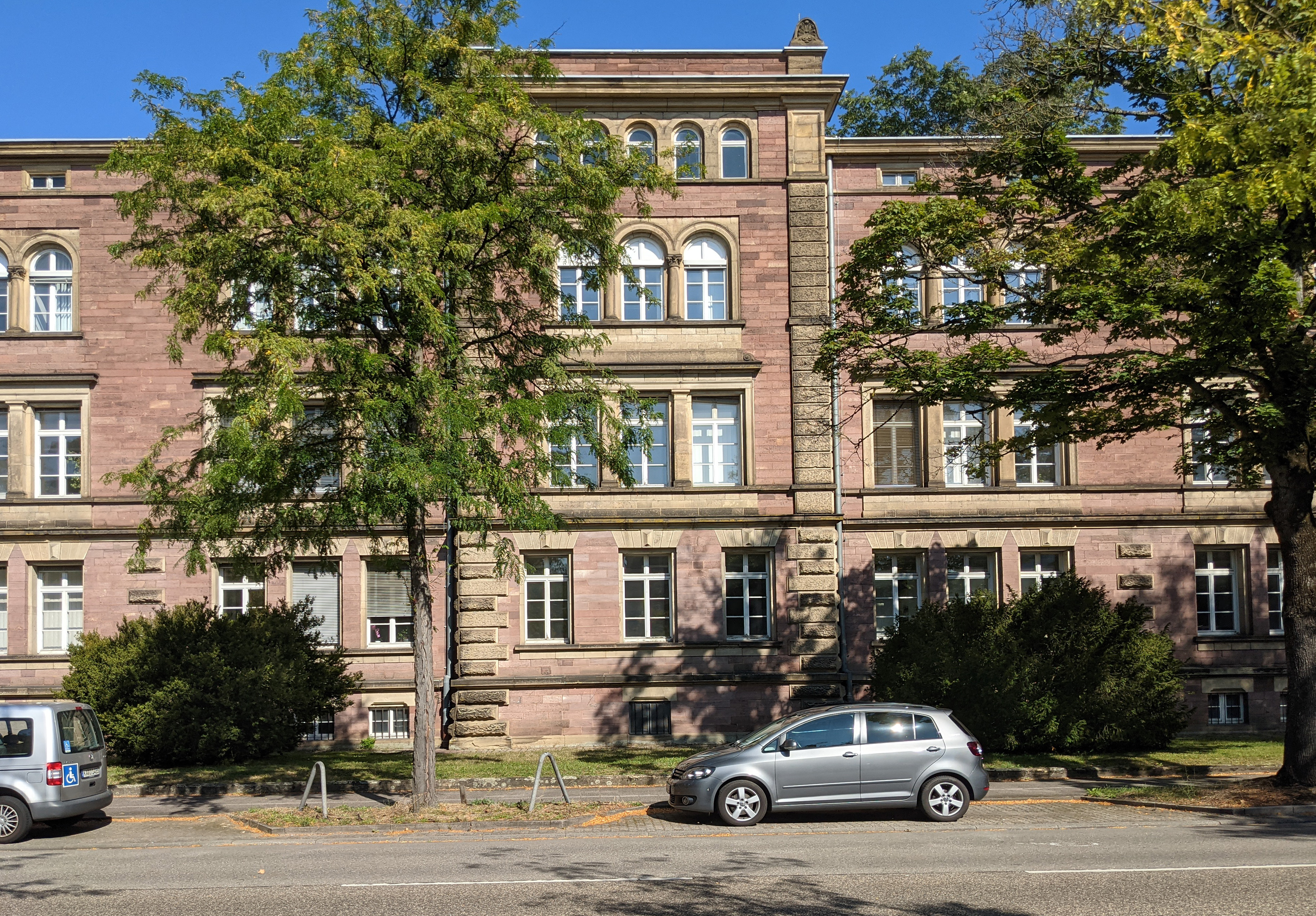
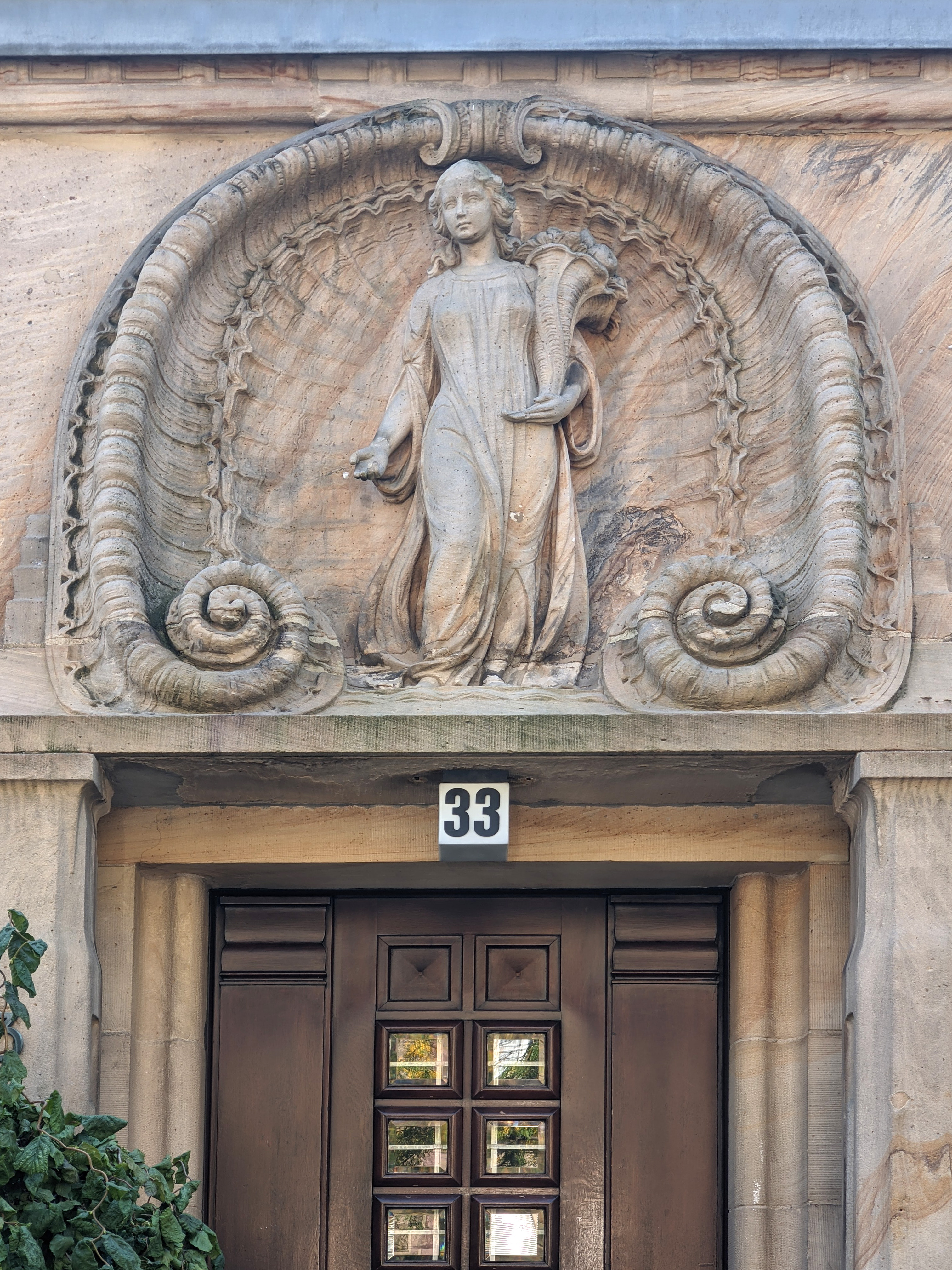
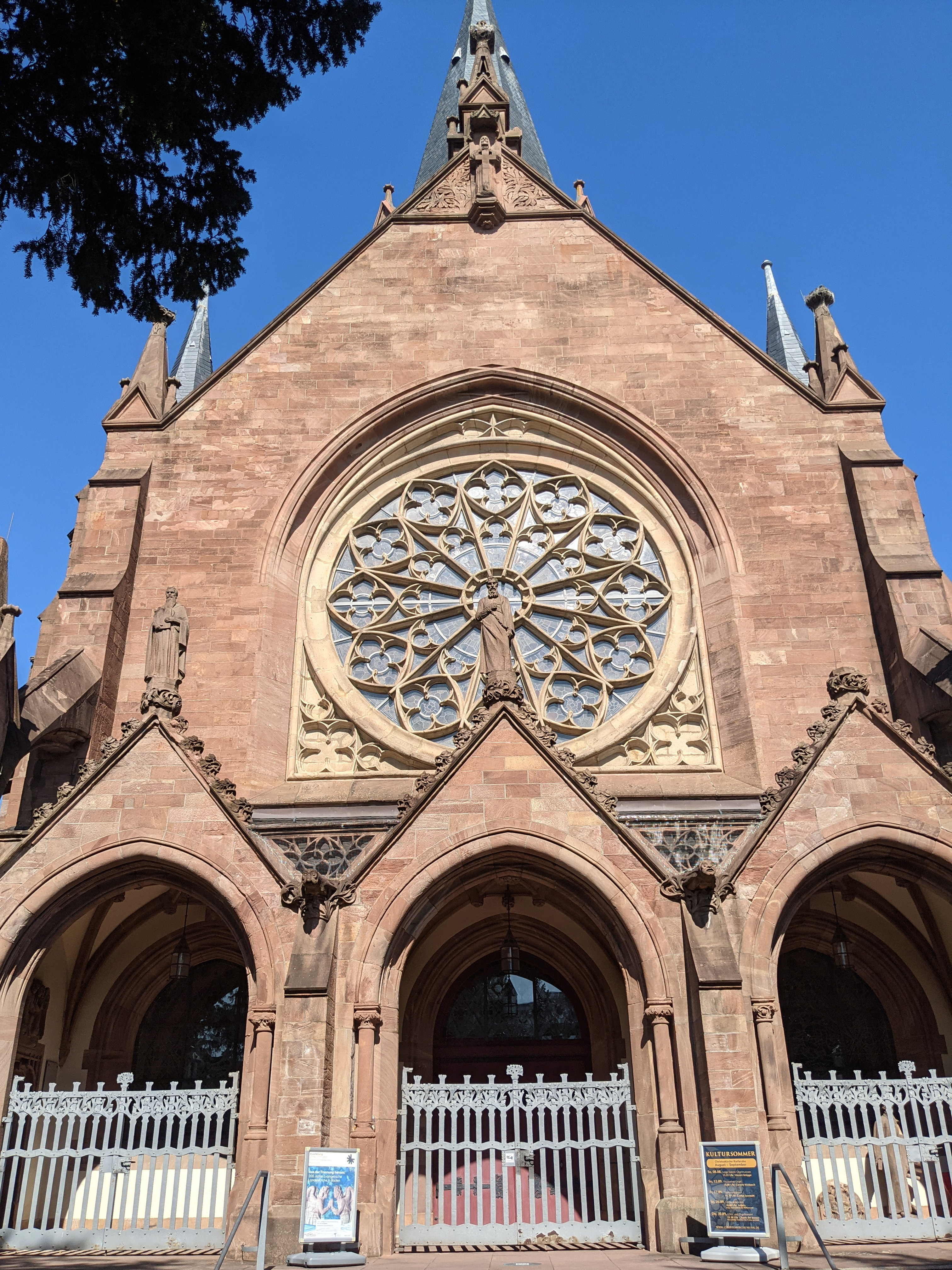
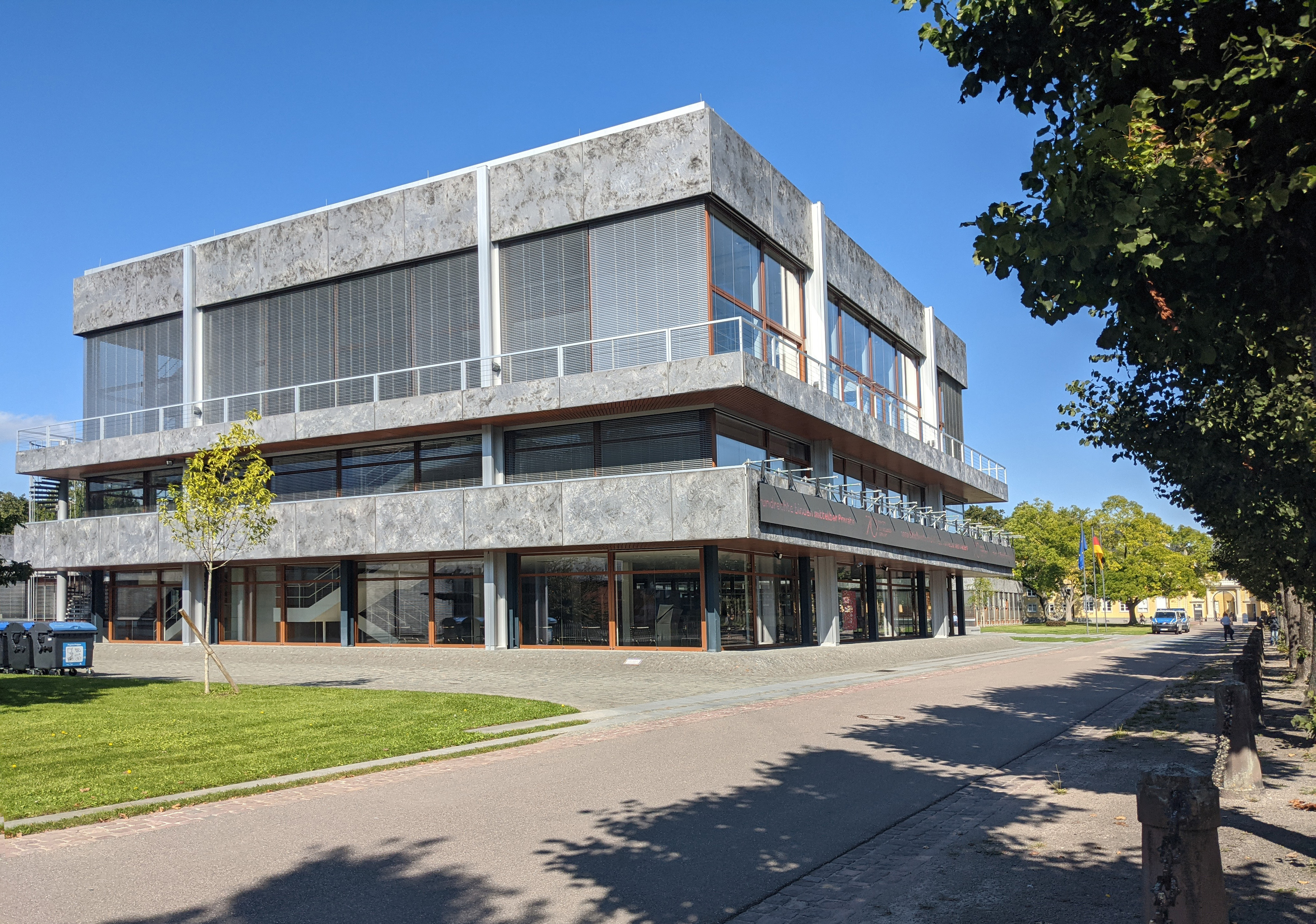
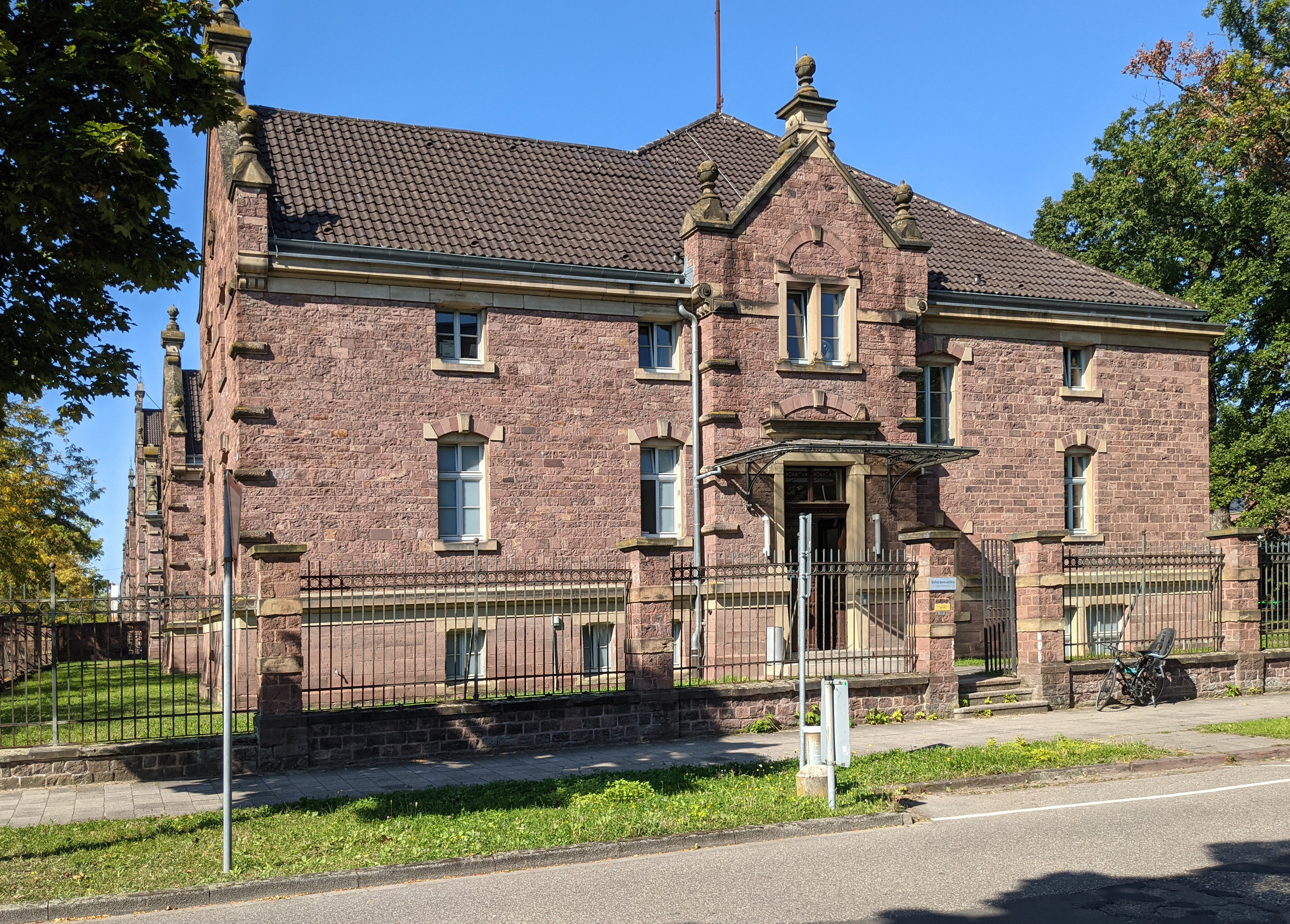
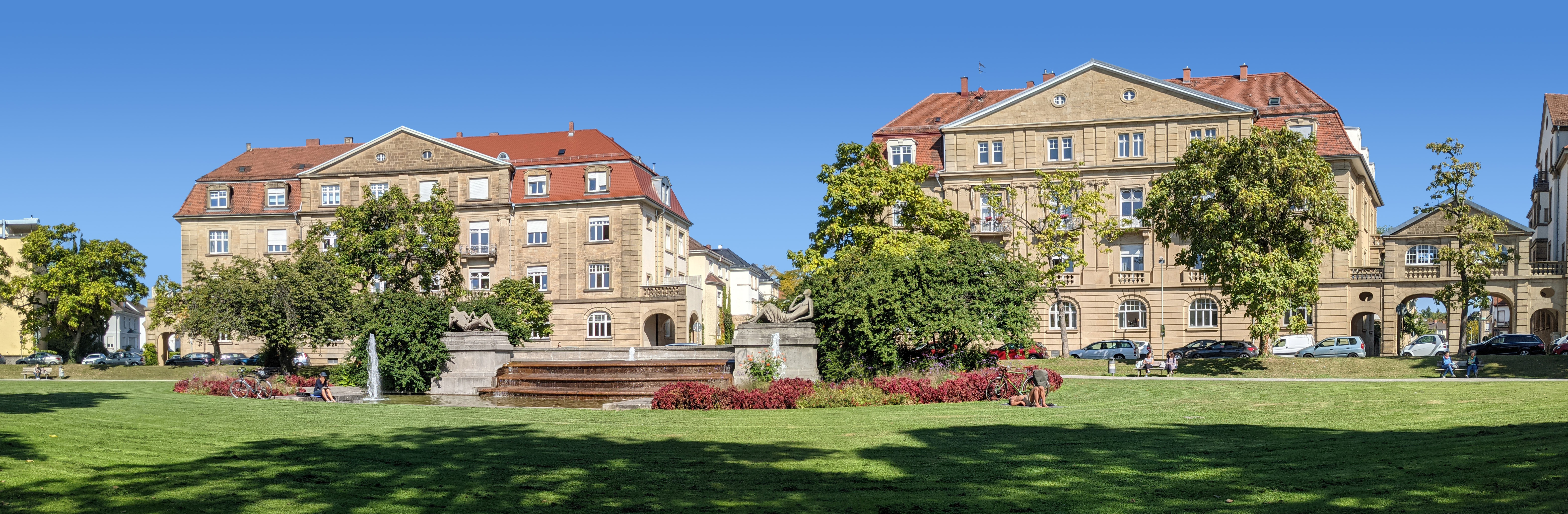
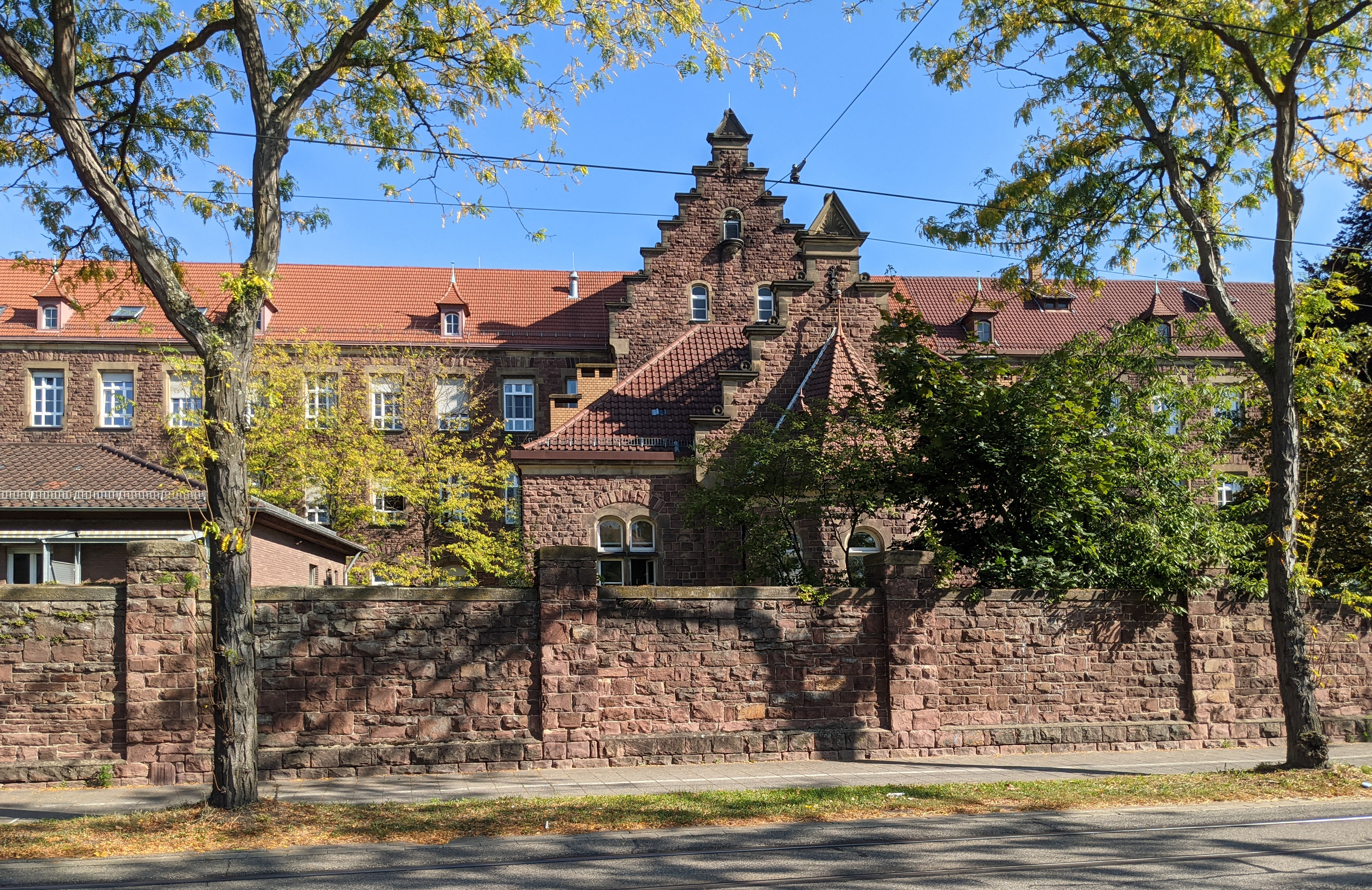
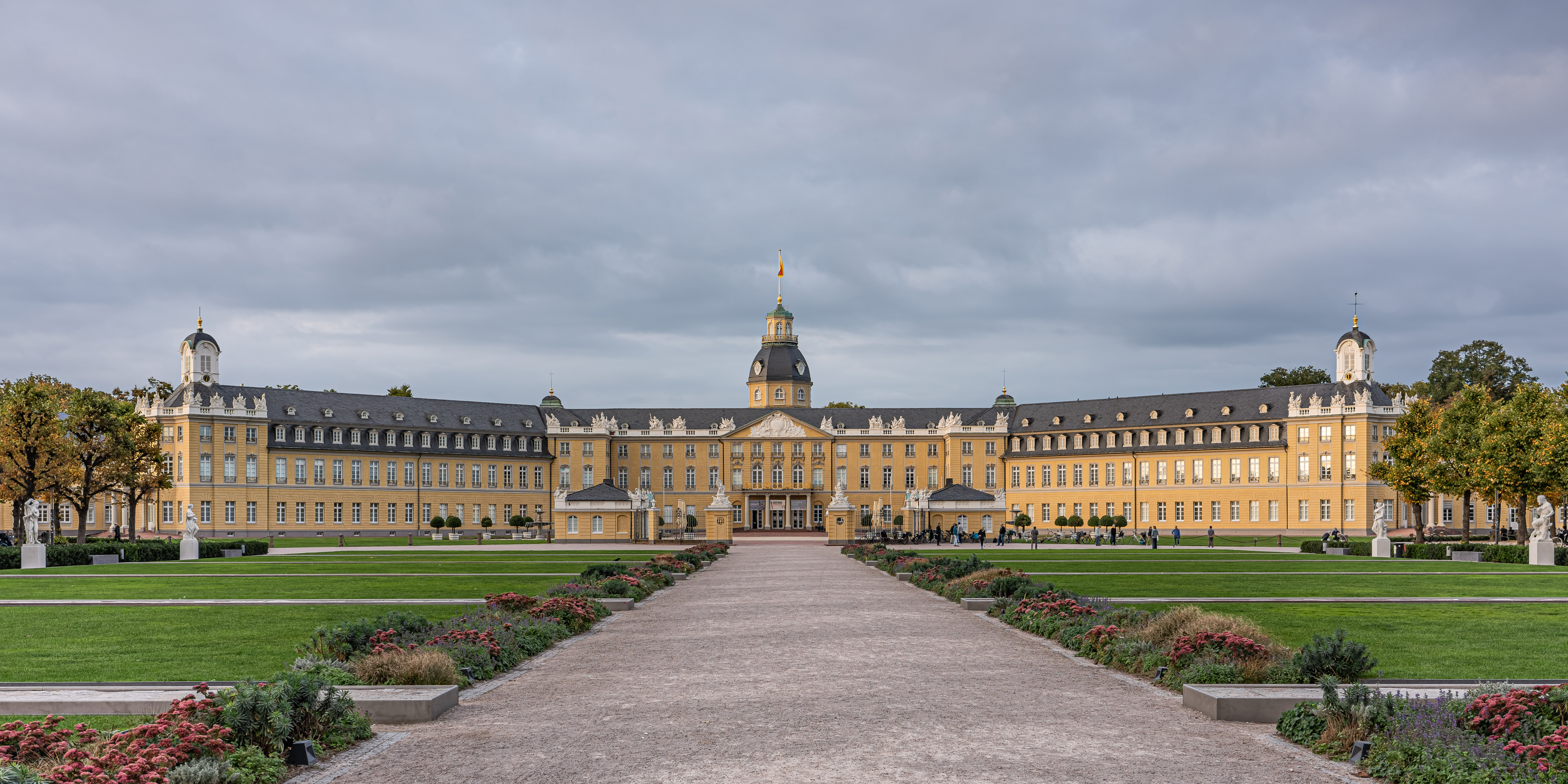